# Sven Stenberg
Sven Oscar Stenberg, född 18 januari 1895 i Norrköping, död 5 mars 1945, var en svensk psykiater. 
Stenberg blev medicine kandidat 1917, medicine licentiat 1922, medicine doktor 1929, docent i psykiatri vid Karolinska institutet 1931, överläkare och sjukhusdirektör vid Långbro sjukhus från 1932 samt av medicinska fakulteten vid Uppsala universitet förklarad kompetent till professur i psykiatri samma år.
Stenberg blev marinläkare av första graden i reserven 1926, medlem av styrelsen för Stockholms stads öppna vård av psykiskt sjuka, ledamot av ungdomsfängelse-, internerings- och sinnessjuknämnderna från 1937 resp. 1940 och 1942. Han författade diverse vetenskapliga arbeten i psykiatri. Sven Stenberg är begravd på Huddinge kyrkogård.